# Eugene Oberst
Eugene Oberst (23. juli 1901 – 30. maj 1991) var en amerikansk sportsudøver som deltog i de olympiske lege 1924 i Paris.
Oberst vandt en bronzemedalje i atletik under OL 1924 i Paris. Han kom på en tredjeplads i spydkast efter Jonni Myyrä fra Finland og Gunnar Lindström fra Sverige. Der var niogtyve deltagere fra femten lande som deltog i spudkonkurrencen som blev afviklet den 6. juli 1924.